# Allium hyalinum
Allium hyalinum là một loài thực vật có hoa trong họ Amaryllidaceae. Loài này được Curran mô tả khoa học đầu tiên năm 1885.

## Hình ảnh

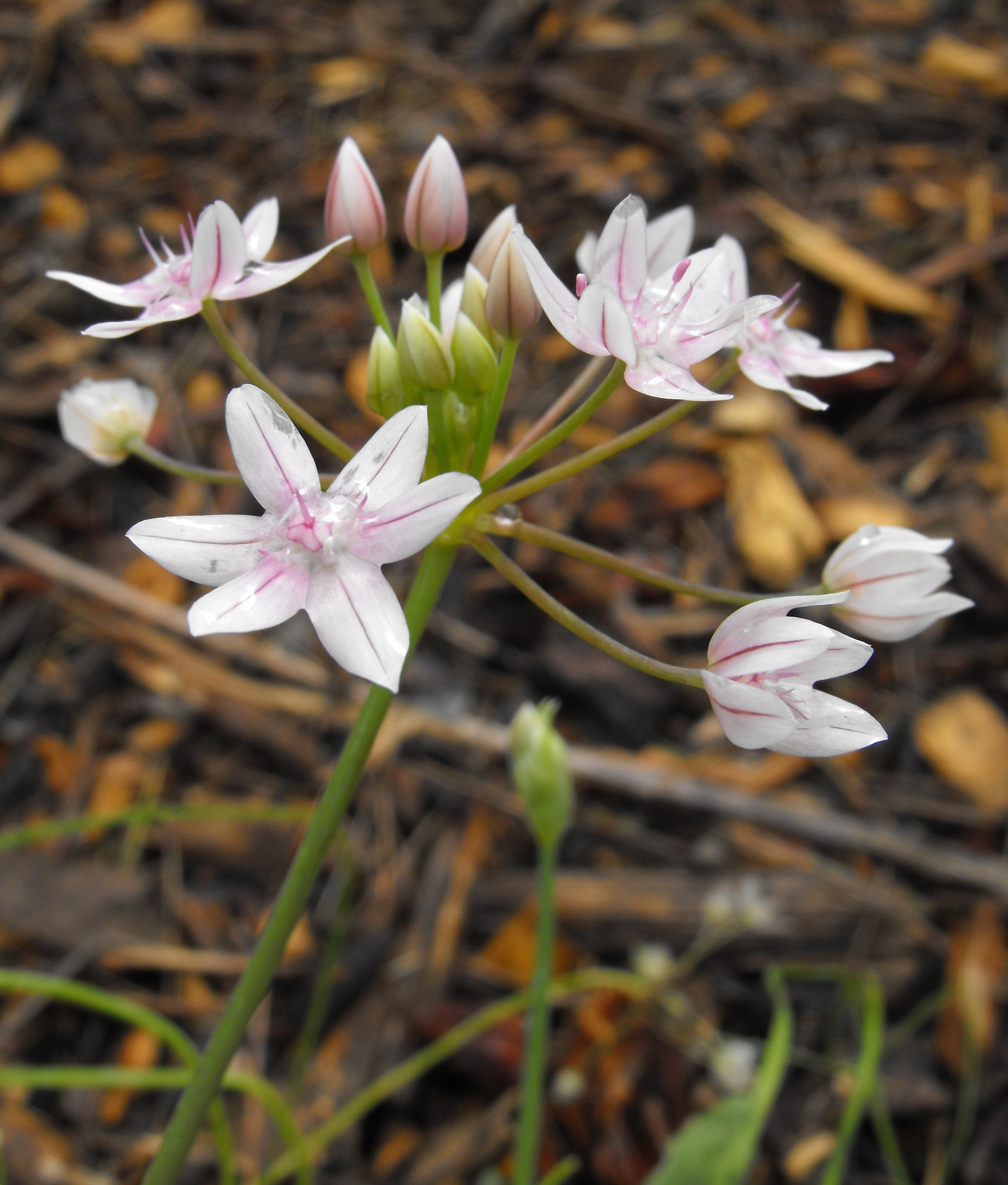